# 約穆省
約穆省是西非國家畿內亞的33個省之一，位於該國東南部，由恩澤雷科雷大區負責管轄，首府設於約穆，北臨馬桑塔省和恩澤雷科雷省，東接利比里亞，南毗利比里亞，西鄰利比里亞，面積6,000平方公里，人口約87,000。